# Río Kunia
El río Kunia (del ruso: Ку́нья) es un río que discurre por los óblasts de Nóvgorod, Tver y Pskov, en la Rusia europea, afluente del Lovat. 
Tiene una longitud de 236 km y una cuenca de 5.143 km². Su caudal medio en la desembocadura es de 44.8 m³/s. Pertenece a la cuenca del mar Báltico. La localidad más grande en su curso es Jolm, en la desembocadura. La localidad homónima al río del óblast de Pskov se encuentra a unos 13 km del mismo. Sus principales afluentes son el Usviata, el Seriozha (el más importante), el Bolshói Tudor y el Mali Tudor. Todos entran por la derecha, ya que por la izquierda pasa el curso paralelo del Lovat.
El río nace en el lago Vseteselevo, en el óblast de Pskov, y discurre globalmente del sur al norte por los óblast de Tver y Nóvgorod, desembocando en el Lovat dentro de la ciudad de Jolm.
En el curso superior el río es tortuoso, las orillas son muy pantanosas. Tras la desembocadura el río Usviata entra en un valle boscoso, alcanzando una anchura el río de unos 30-40 m. En esta parte el río forma rápidos. Tras la desembocadura del Seriozha, la anchura alcanza los 80 m.
Es un río de interés para los turistas fluviales.